# Gustave Van Belle
Gustave Van Belle (Lovendegem, 16 maart 1912 - Gent, 25 augustus 1954) is een voormalig Belgisch wielrenner.
Hij won in 1934 de eerste editie van Gent-Wevelgem.

## Resultaten in voornaamste wedstrijden
| Jaar | Gent-Wevelgem |
| ---- | ------------- |
| 1934 | Goud          |